# Ekseption 3
Ekseption 3 je tretji studijski album nizozemske skupine Ekseption. Album vsebuje predelave skladb J. S. Bacha, L. v. Beethovna in S. V. Rahmaninova.

## Seznam skladb
| A stran | A stran | A stran |
| Št.     | Naslov | Dolžina |
| ------- | --- | ------- |
| 1.      | „Peace Planet‟                                                                                             | 3:01    |
| 2.      | „B 612‟ (Rick van der Linden)                                                                              | 4:01    |
| 3.      | „Morning Rose‟ (Rick van der Linden)                                                                       | 3:06    |
| 4.      | „Piece for Symphonic and Rockgroup in a Minor: Part 1: Passacaglia/Part 2: Painting‟ (Rick van der Linden) | 5:53    |

| B stran | B stran                                 | B stran |
| Št.     | Naslov                                  | Dolžina |
| ------- | --------------------------------------- | ------- |
| 1.      | „The Lamplighter‟                       | 3:32    |
| 2.      | „Bottle Mind‟                           | 2:45    |
| 3.      | „On Sunday They Will Kill the World‟    | 3:26    |
| 4.      | „Another History‟ (Rick van der Linden) | 4:37    |
| 5.      | „Rondo‟                                 | 5:25    |

## Zasedba

### Ekseption
- Peter de Leeuwe – bobni
- Cor Dekker – bas kitara
- Dick Remelink – saksofon
- Rick van der Linden – klaviature
- Steve Allet – vokal
- Rein van den Broek – trobenta, krilnica

### Gost
- Tony Vos – saksofon